# Paul Cassirer

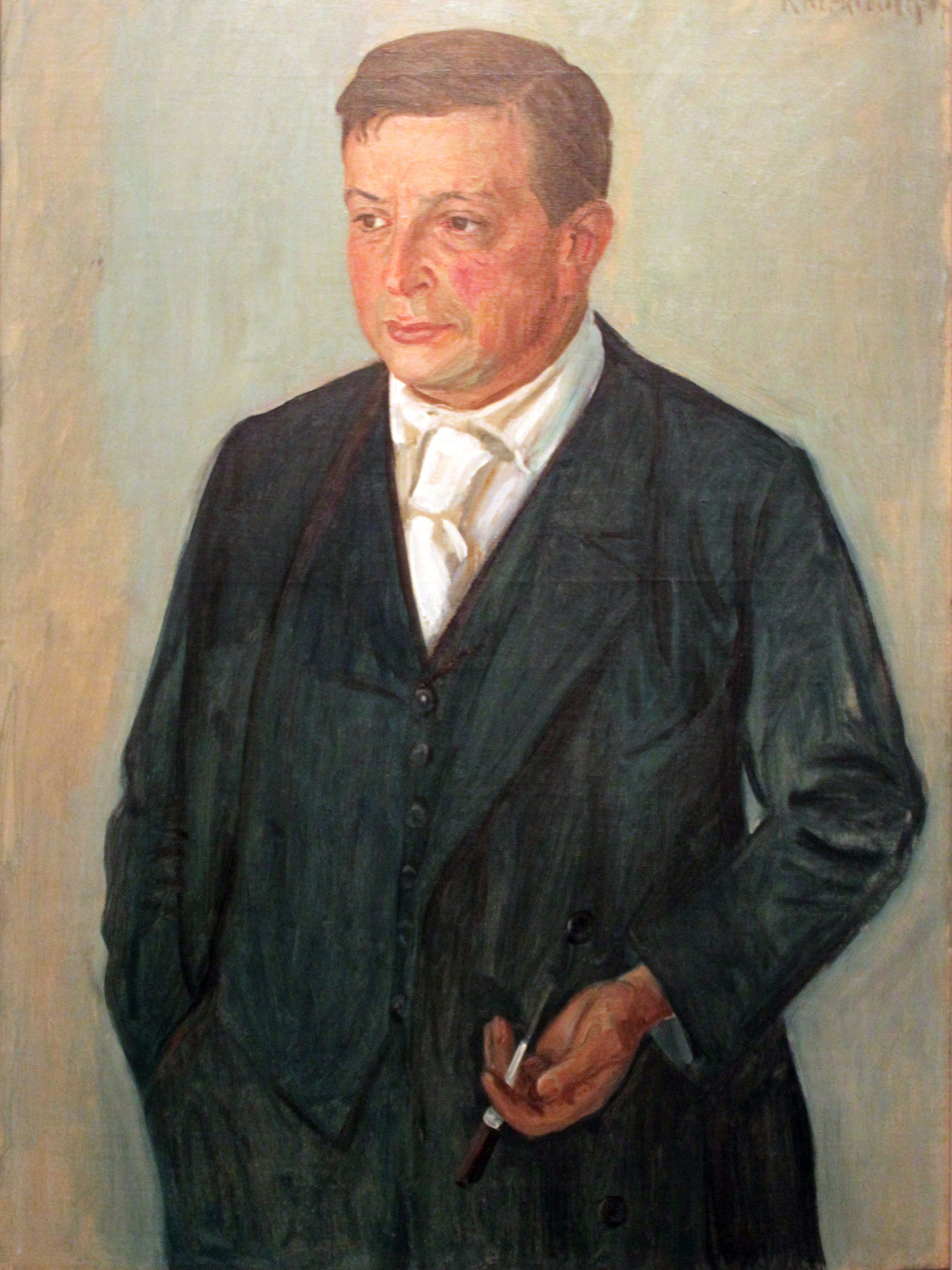
Porträt Paul Cassirers von Leopold von Kalckreuth, 1912, Märkisches Museum

Paul Cassirer (* 21. Februar 1871 in Breslau; † 7. Januar 1926 in Berlin) war ein deutscher Kunsthändler und Verleger aus der Familie Cassirer. Sein Kunsthandel mit Kunstsalon und Auktionen existierte in Berlin von 1898 bis 1935, in Amsterdam bis in die 2000er Jahre. Der Paul Cassirer Verlag existierte von 1908 bis zur Machtergreifung der Nationalsozialisten 1933.

## Leben und Tätigkeit – Der Anfang
Cassirer war der Sohn des jüdischen Unternehmers Louis Cassirer und dessen Frau Emilie (geb. Schiffer). Seine Brüder waren Richard, Hugo und Alfred Cassirer; zudem hatte er mit Else und Margaret zwei Schwestern. Er studierte Kunstgeschichte in München und wurde anschließend Mitarbeiter des Simplicissimus, der satirischen Wochenzeitschrift des Albert Langen Verlags. Nach seiner Übersiedlung nach Berlin gründete er gemeinsam mit seinem Cousin Bruno Cassirer am 20. September 1898 die „Bruno & Paul Cassirer, Kunst- und Verlagsanstalt“. Zusammen lernten sie die Künstler Max Liebermann und Max Slevogt kennen, die ihnen viele kulturell bedeutende Persönlichkeiten Berlins vorstellten. Die Maler waren Mitglieder der am 2. Mai 1898 gegründeten Künstlervereinigung Berliner Secession, zu der die Cassirers (u. a. auf Vorschlag des Präsidenten Liebermann) als Sekretäre berufen wurden. Dies brachte ihnen nicht nur innerhalb der Vereinigung, sondern auch auf dem Kunstmarkt eine herausgehobene Position ein.

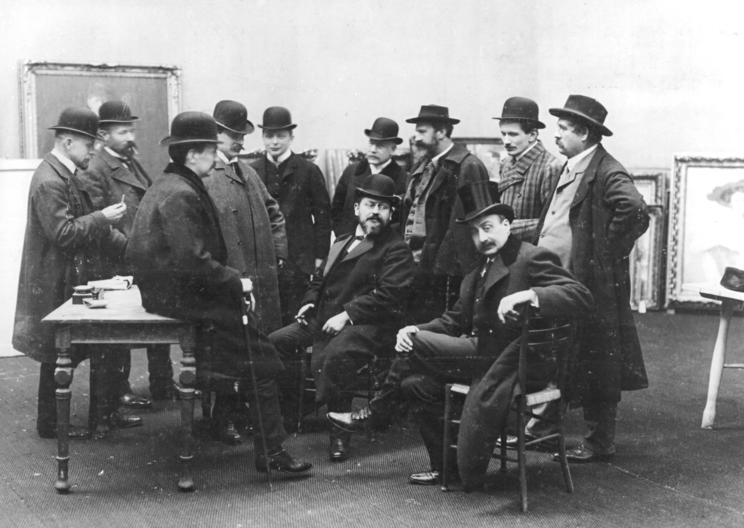
Jury für die Ausstellung der Berliner Secession, 1908: Paul Cassirer (fünfter von links), außerdem von links nach rechts: Fritz Klimsch, August Gaul, Walter Leistikow, Hans Baluschek, Max Slevogt (sitzend), George Mosson (stehend), Max Kruse (stehend), Max Liebermann (sitzend), Emil Rudolf Weiß (stehend), Lovis Corinth (stehend)

In den folgenden drei Jahren setzten sich die Kunsthändler und Verleger als vorrangiges Ziel, die Kunstströmung des Impressionismus zu fördern. Zudem veröffentlichten die Vettern Werke von Slevogt, Liebermann und Lovis Corinth, die ihrer Meinung nach die künstlerische Avantgarde Deutschlands darstellten. Nach einem Zerwürfnis mit Bruno Cassirer führte Cassirer den Kunsthandlungszweig ab 1901 allein weiter. Beide Cousins beschränkten sich bis 1908 auf ihren jeweiligen Geschäftsbereich.
Während sein Cousin die Tätigkeit in der „Secession“ einstellte, blieb Cassirer aktiv und kandidierte 1912 erfolgreich zum 1. Vorstand. Viele Künstler der Secession waren von Cassirer wirtschaftlich abhängig, da sie über dessen Kunsthandlung ihre Werke verkauften, teilweise bestritten sie von dort ihren Lebensunterhalt.
Mit der Aufhebung der Sperrfrist wurde auch gleich der erste Titel von Lovis Corinth im Verlag veröffentlicht. Sein Handbuch Das Erlernen der Malerei entwickelte sich sehr erfolgreich und konnte noch im selben Jahr in die zweite Auflage gehen. 1907 holte Cassirer Arthur Holitscher als Lektor in sein Unternehmen, von dem er sich ein Gespür für neue Talente erhoffte. In den kommenden Jahren konnten Frank Wedekind, Carl Sternheim, Ernst Toller und Hermann Bahr als Autoren für den Verlag gewonnen werden. Von 1910 bis 1913 wurde hier sogar das Gesamtwerk von Heinrich Mann publiziert. Das Verlagssignet, ein ruhender Panther auf einem Baumstrunk, entwarf der Künstler Max Slevogt. Das Originalgemälde von 1901 ist heute in der Kunsthalle Bremen zu sehen.
Der Bereich der schöngeistigen Literatur umfasste in den folgenden Jahren Autoren wie Adolf von Hatzfeld, Walter Hasenclever, René Schickele und Kasimir Edschmid. Auch die Lyrikerin und Zeichnerin Else Lasker-Schüler, die von dem Verleger sehr geschätzt wurde, ließ ihre Werke bei Cassirer veröffentlichen.
Cassirer war der einzige Kunsthändler, der je vom Deutschen Künstlerbund als ordentliches Mitglied aufgenommen wurde.
Der Philosoph Ernst Cassirer war sein Cousin.

## Der Kunstsalon Paul Cassirer
Die Kunsthandlung Cassirer in der Viktoriastraße 35 wurde 1898 von den Cousins Paul und Bruno Cassirer in Berlin gegründet. In wenigen Jahren avancierte sie zur führenden Galerie für den französischen Impressionismus in der Weimarer Republik.
1901 trennte sich Paul Cassirer von seinem Cousin Bruno und führte den Kunsthandel allein weiter. Sein Kunstsalon in Berlin war Anfang des 20. Jahrhunderts eine der wichtigsten Galerien für moderne und zeitgenössische Malerei in Deutschland, ab 1910 sogar eine der führenden Galerien in Europa. Der Werbespruch „Dreigestirn des Deutschen Impressionismus“ für die von ihm vertretenen Künstler Liebermann, Slevogt, Corinth wurde sogar von Kunsthistorikern übernommen.
Der Kunstsalon zeigte wichtige Werke u. a. von Max Beckmann, Paul Cézanne, Camille Corot, Lovis Corinth, Honoré Daumier, Edgar Degas, Eugène Delacroix, Vincent van Gogh, Francisco de Goya, El Greco, Ferdinand Hodler, Oskar Kokoschka, Henri Matisse, Max Liebermann, Walter Leistikow, Édouard Manet, Claude Monet, Edvard Munch, Ernst Oppler, Camille Pissarro, Auguste Renoir, Alfred Sisley, Max Slevogt und Maria Slavona.
Anfangs bestand die Galerie aus nur drei mittelgroßen Ausstellungsräumen und einem Lesezimmer; bald wurde für größere Gemälde ein Oberlichtsaal angebaut. 1912 wurde die Galerie stark erweitert und bestand nun aus weitläufigen Räumlichkeiten auf zwei Stockwerken mit zwei Oberlichtsälen.
Cassirer zeigte von 1901 bis 1914 zehn Einzelausstellungen mit Werken Vincent van Goghs. Von den rund 120 Werken van Goghs, die sich vor dem Ersten Weltkrieg in Deutschland befanden, gingen allein 80 durch den Kunsthandel Paul Cassirer. Er zeigte Werke von van Gogh auch in der Berliner Secession und organisierte Van-Gogh-Wanderausstellungen nach Hamburg, Dresden und Wien. 1914, kurz vor Beginn des Kriegs, installierte Cassirer in seinen gesamten Räumen eine Retrospektive mit 146 Werken von van Gogh.
Über 2300 Werke von Max Liebermann, der zugleich ein wichtiger Sammler und Kunde der Galerie war, gingen durch die Hände von Paul Cassirer und seinen Mitarbeitern.
Cassirer zeigte nicht nur Werke, um sie zu verkaufen, sondern auch viele unverkäufliche, um das Publikum zu informieren und zu bilden. Er kooperierte dabei mit Paul Durand-Ruel in Paris, der im Laufe der Jahre mehrere hundert Bilder zu Ausstellungszwecken von Paris nach Berlin schickte. Durand-Ruel lieh Cassirer unter anderem bereits 1900 zwölf Cézanne-Gemälde. 1904 veranstaltete Cassirer eine Cézanne-Retrospektive mit über 40 Werken. 1907, 1909 und 1913 folgten weitere Cézanne-Ausstellungen im Kunstsalon Cassirer.
Die Zeitungen in Berlin berichteten ausführlich und kontrovers über moderne Kunst, gerade über die im Kunstsalon Cassirer gezeigte.
Der Erste Weltkrieg vernichtete viele Werte der Kunsthandlung, das Geld fiel der Inflation zum Opfer. Von 1916 bis 1923 war Leo Blumenreich Mitinhaber und Leiter der Galerie. 1924 wurden seine Mitarbeiter Walter Feilchenfeldt und Grete Ring Partner von Paul Cassirer. Nach Paul Cassirers Tod 1926 zahlten sie dessen Tochter aus und übernahmen Verlag und Kunstsalon. Nach dem Selbstmord von Paul Cassirer wurden Ausstellungen nur noch selten organisiert; im Zentrum standen nun die seit 1916 durchgeführten Auktionen.
1932, als die Machtübernahme der Nazis schon zum Greifen nahe war, organisierten Walter Feilchenfeldt und Grete Ring gemeinsam mit dem Kunsthändler und Galeristen Alfred Flechtheim im Kunstsalon Cassirer drei Ausstellungen moderner Kunst als Statement dagegen: „Lebendige deutsche Kunst“. Vertreter von Expressionismus, Neuer Sachlichkeit, Bauhaus und abstrakte Formalisten wurden 1932–1933 gezeigt – insgesamt über 400 Werke.
1933, kurz nach Hitlers Machtübernahme, liquidierten Walter Feilchenfeldt und Grete Ring bis 1935 die Aktiengesellschaft Paul Cassirer in Berlin, damit sie nicht „arisiert“ werden konnte. Kunstwerke und andere Besitztümer der Firma wurden nach Amsterdam transportiert und damit gerettet: Seit 1923 existierte die Firma Paul Cassirer auch in Amsterdam, wo sie von Walter Feilchenfeldt und später von anderen bis Anfang der 2000er Jahre weitergeführt wurde.
Grete Ring wandelte die AG in Berlin in eine Einzelfirma um, die noch bis 1938 bestand. Dann emigrierte Grete Ring nach London und gründete dort die Kunsthandlung Paul Cassirer Limited.
Das Archiv Paul Cassirer befindet sich heute in Zürich im Besitz von Walter Maria Feilchenfeldt. Das Archiv umfasst die Geschäftsbücher, Ausstellungskataloge, Stockkarten und Protokollkataloge der Kunsthandlung Paul Cassirer. Andere Dokumente, wie der Briefwechsel von Cassirer mit Künstlern, sind im Zweiten Weltkrieg verschollen oder wurden in Amsterdam als Brennmaterial vernichtet.
Die Kunsthistorikerin Titia Hoffmeister schrieb in den 1980er Jahren an der Universität Halle ihre Doktorarbeit über die Galerietätigkeit von Paul Cassirer. Sie wurde nie publiziert, die Ergebnisse fanden aber Eingang in die vier Bände von Bernhard Echte und Walter Maria Feilchenfeldt Kunstsalon Cassirer. Die Ausstellungen (siehe Literatur).

## Die Pan-Presse
Mit dem Programm seines Hauses setzte sich der Verleger von der herrschenden wilhelminischen Kunstauffassung ab und verhalf impressionistischen und expressionistischen Künstlern zum Durchbruch. Seit 1908 war er im Besitz einer eigenen Druckanstalt, der „Pan-Presse“, die er unter der Leitung des Xylographen Reinhold Hoberg und des Druckers Georg Schwarz gegründet hatte. Die Presse sollte die besten Künstler der Zeit vereinen und eine Verbindung von Buchdruck mit Originalillustrationen in Lithografie, Radierung und Holzschnitt eingehen. Als Vorbild für diese Idee diente ihm die Kelmscott Press des Engländers William Morris.

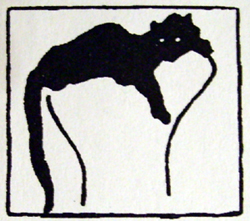
Logo des Verlages

Die erste Publikation der Pan-Presse erschien 1909 und erzeugte sofort Aufsehen. Der gewaltige Lederstrumpf-Band von James Fenimore Cooper enthielt über 150 Lithografien von Max Slevogt, einen Einband und das Vorsatzpapier von Karl Walser sowie die von Emil Rudolf Weiß gezeichneten Initialen. Nur 60 Exemplare wurden von der A-Ausgabe hergestellt, die in rotes Ganzmaroquin handgebunden waren. Ein weiteres Prachtstück der Druckanstalt war der Band XVII, die Randzeichnungen zu Mozarts Zauberflöte von Slevogt. Nur 100 Anfertigungen sollten 1920 von den exklusiven Künstlerbüchern angefertigt werden, die bereits vor der Auslieferung völlig vergriffen waren. Leo Kestenbergs Idee war es hierbei, die handschriftliche Partitur aus der Berliner Bibliothek als Druckvorlage zu benutzen, um die schwierige Zusammensetzung gedrucktes Notenbild/Radierung zu vermeiden.
Zwischen 1909 und 1921 konnte Paul Cassirer die Künstler Lovis Corinth, Jules Pascin, Rudolf Großmann, Ernst Barlach, Max Slevogt, August Gaul, Max Oppenheimer, Willi Geiger, Emil Pottner, Otto Hettner und Max Pechstein für die Pan-Presse gewinnen, die in den insgesamt 19 Werken zum Teil mehrmals vertreten waren. Außerdem wurden hier auch Illustrationen für andere Vorzugsdrucke des Verlages und zahlreiche graphische Einzelblätter aufgelegt. Zu nennen wären unter anderem Oskar Kokoschka, Walter Leistikow, Hermann Struck, Marc Chagall oder Max Liebermann.

## Exil in der Schweiz
Zu Beginn des Ersten Weltkriegs meldete sich der Verleger mit dreiundvierzig Jahren freiwillig zum Kriegsdienst, war aber bald von seinen Erfahrungen im Lazarett und an der Westfront erschüttert. Auf Grund seiner nun kriegsfeindlichen Gesinnung war er zahlreichen – oft antisemitischen – Anfeindungen ausgesetzt und floh schließlich mit der Hilfe Harry Graf Kesslers und anderer Freunde nach Bern, wohin ihm seine Frau, die Schauspielerin Tilla Durieux, folgte. Hier gründete er am 16. November 1917 mit Max Rascher und Otto Rascher die Max Rascher Verlags AG, die pazifistische Schriften von deutschen und französischen Autoren publizierte, darunter die deutsche Übersetzung des Romans Das Feuer von Henri Barbusse. 1918 lebten Cassirer und Tilla Durieux in einem Chalet in Spiez. Dort verkehrten u. a. Oskar Fried, Hermann Haller, Wolfgang Heine, Magnus Hirschfeld, Harry Graf Kessler, Leo Kestenberg, Annette Kolb, Marg Moll, Oskar Moll, René Schickele, Henry van de Velde, Berta Zuckerkandl-Szeps.
1922 trennten sich der Rascher Verlag und Cassirer, da er durch die Inflation in Deutschland finanziell starke Einbußen hatte hinnehmen müssen. Sein Unternehmen wurde derweilen in Deutschland von Walter Feilchenfeldt weitergeführt. Es erschienen Werke von Georg Lukács und Karl Kautsky. Eine herausragende Leistung des Verlages während der Nachkriegszeit war die Herausgabe der Lassalle-Gesamtausgabe.

## Rückkehr nach Berlin
Wieder nach Berlin zurückgekehrt, schloss Cassirer sich der USPD an und setzte sich ausdrücklich für das Verlagsprogramm ein.
Während der Inflationszeit kam den Luxusausgaben des Geschäftes eine besondere Rolle zu, da Sachwerte gesucht wurden, die eine bleibende Gegenleistung zur entwerteten Mark darstellten.
In den zwanziger Jahren wurden Werke von Ernst Bloch (Geist der Utopie, Durch die Wüste, Spuren), Franz Marc (Die Briefe, Aufzeichnungen und Aphorismen) und Marc Chagall (Mein Leben) bei Cassirer publiziert. Verkaufsstarke Bücher dieser Zeit, die bereits 1908 zum ersten Mal erschienen waren, waren Bernhard Kellermanns Spaziergänge in Japan und Karl Walsers Sassa yo Yassa. Das bedeutendste Kunststück jener Jahre war jedoch die 14-bändige Ausgabe Altniederländische Malerei von Max J. Friedländer, die ab 1924 verlegt wurde. Die letzten drei Bände mussten von 1935 bis 1937 allerdings in einem befreundeten holländischen Verlag herausgegeben werden.
Am 7. Januar 1926 starb Cassirer an den Folgen eines Suizidversuchs in Berlin. Das Unternehmen wurde bis zur Machtübergabe an die Nationalsozialisten von seinen Verlagspartnern Walter Feilchenfeldt und Grete Ring weitergeführt, die 1933 bzw. 1938 aus Deutschland emigrierten. Grete Ring, eine angesehene Kunsthistorikerin, löste das Geschäft schließlich vollkommen auf. Weder ihr noch Feilchenfeldt gelang es, den Verlag weiterzuführen. Lediglich die Kunsthandlung konnten sie in den ersten Jahren der Verlagsauflösung in ihren Exilländern (Holland, Schweiz und England) kurzzeitig aufrechterhalten.

## Zeitschriften des Verlages
Gemeinsam mit Wilhelm Herzog, der zwischen 1909 und 1911 als Lektoratsleiter im Verlag tätig war, rief Cassirer 1910 das kulturpolitische Blatt PAN ins Leben, das später von Alfred Kerr herausgegeben wurde. 1911 nahm er Jung Ungarn, die Kulturzeitschrift für deutschsprachige Ungarn, in sein Programm mit auf und zeigte sich von 1913 bis zum Ausbruch des Krieges für den Vertrieb des französischen Modemagazins La Gazette du Bon Ton in Deutschland verantwortlich. Während des Ersten Weltkrieges veröffentlichte das Haus die patriotische Zeitschrift Kriegszeit (August 1914 bis Anfang 1916), die geschäftlich ein Erfolg war. Bildermann hingegen (April bis Dezember 1916) hatte gemäßigt pazifistische Themen zum Inhalt und konnte kaum verkauft werden. Zwischen 1919 und 1920 publizierte er mit René Schickele die Zeitschrift Die Weißen Blätter.

## Ehen und Tod

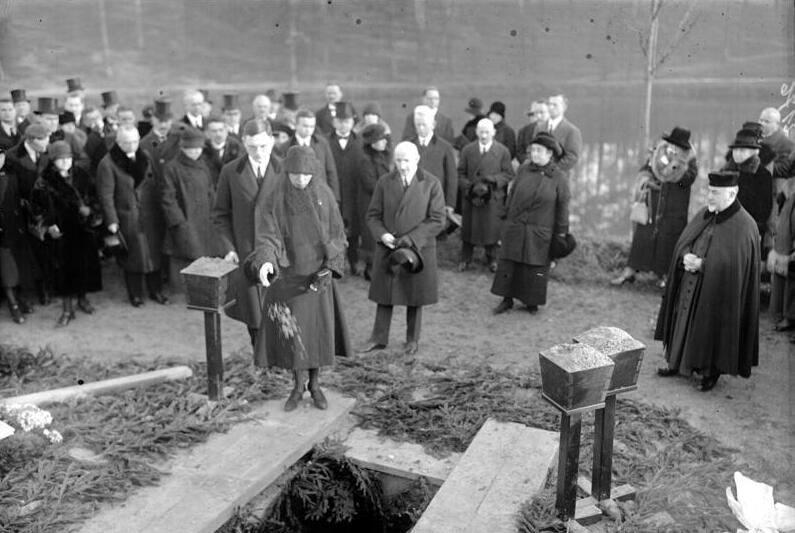
Beisetzung von Cassirer am 10. Januar 1926; am Grab die Tochter Suzanne Aimée

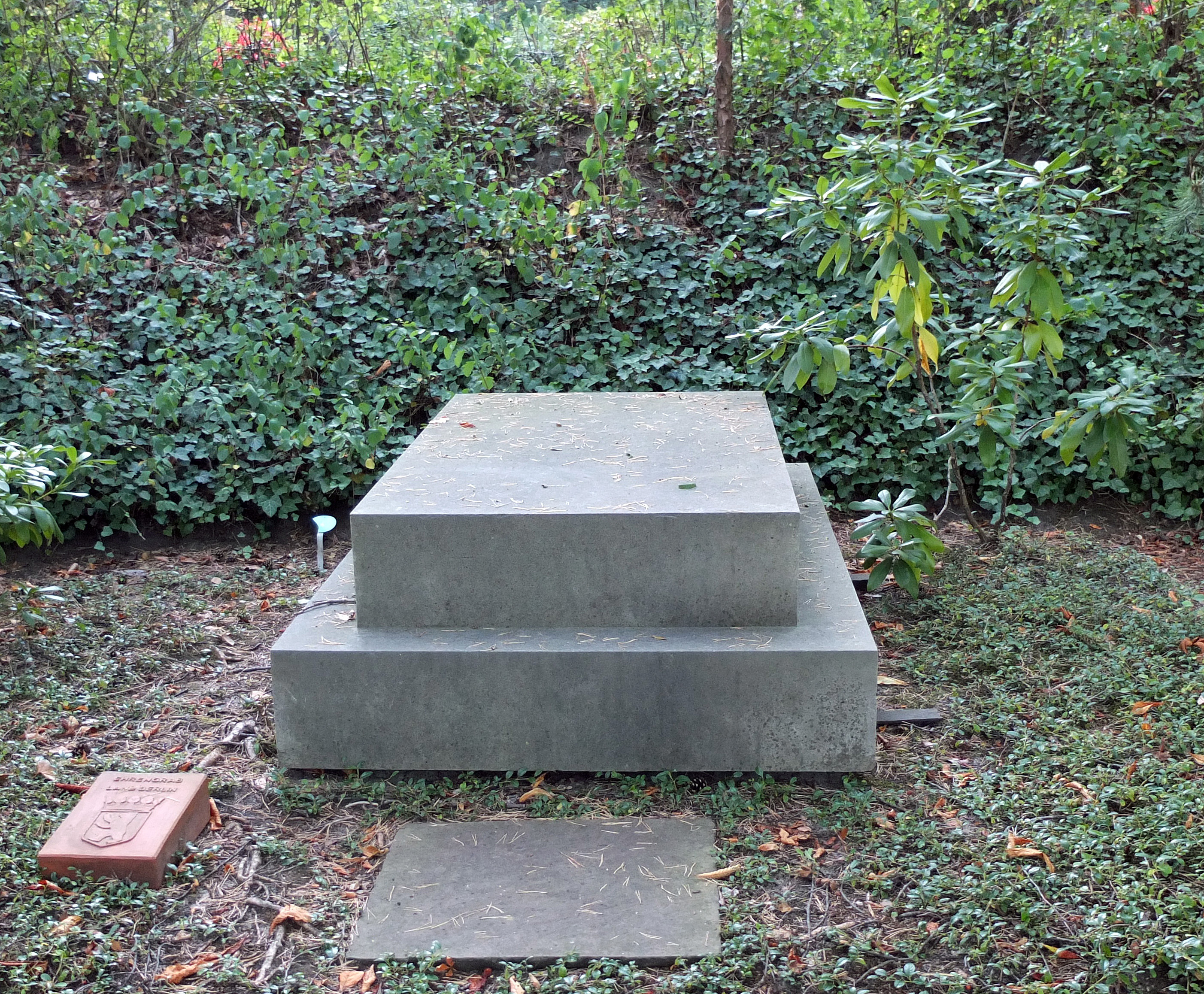
Ehrengrab von Paul Cassirer auf dem Friedhof Heerstraße in Berlin-Westend, ein Werk von Georg Kolbe

Seit 1895 war Cassirer in erster Ehe mit Lucie Oberwarth (1874–1950) verheiratet. 1904 ließ das Paar sich scheiden. Aus dieser Verbindung gingen die Kinder Suzanne Aimée (1896–1963, später Psychoanalytikerin) und Peter (1900–1919 Suizid) hervor.
1910 heiratete er die Schauspielerin Tilla Durieux (1880–1971). Nachdem sich Tilla Durieux scheiden lassen wollte, nahm sich Cassirer Anfang 1926 das Leben, noch bevor die Scheidung rechtskräftig wurde. Wie Durieux berichtet, schoss er sich während einer Scheidungsverhandlung mit einer Pistole in die Brust und starb wenige Tage später im Krankenhaus an den Folgen, im Beisein seiner Frau. Stefan Grossmann schrieb dazu: „Der Freitod Paul Cassiers ist für seine Art charakteristisch: Er fährt mit seinem Arzt und seiner Frau zum Notar, macht dort ein höchst gerechtes, alle Teile zufriedenstellendes Testament, das Dokument wird unterschrieben. Nun, da alles geordnet ist, geht Cassirer ins Nebenzimmer, zieht einen mitgebrachten Revolver aus der Tasche und schießt sich in die Brust.“
Bei der Trauerfeier am Sonntag, dem 10. Januar 1926, der zahlreiche Vertreter des Berliner Kunstlebens beiwohnten, sprachen Max Liebermann und Harry Graf Kessler. Anschließend erfolgte die Beisetzung auf dem Friedhof Heerstraße in Berlin-Westend. Obwohl einige Verwandte und Freunde Cassirers versucht hatten, dies zu verhindern, nahm seine Witwe an den Trauerfeierlichkeiten teil. Das Grabdenkmal gestaltete Georg Kolbe, der auch eine Totenmaske abgenommen hatte. Es handelt sich um einen schmucklosen, zweistufigen Scheinsarkophag aus Muschelkalkstein. Als Inschrift erscheint das Goethe-Zitat „Zum Sehen geboren, zum Schauen bestellt“ („Türmerlied“, Faust II, Fünfter Akt).
Auf Beschluss des Berliner Senats ist die letzte Ruhestätte von Cassirer (Grablage: Feld 5-D-4/5) seit 1992 als Ehrengrab des Landes Berlin gewidmet. Die Widmung wurde 2016 um die übliche Frist von zwanzig Jahren verlängert. 45 Jahre nach Cassirers Tod wurde Tilla Durieux 1971 neben ihm beigesetzt. Auch ihre letzte Ruhestätte (Grablage: Feld 5-C-3/4) ist ein Ehrengrab des Landes Berlin.